# 半田杏
半田 杏（はんだ あんず、1991年8月21日 - ）は、日本の女優、歌手。埼玉県出身。身長157cm。血液型はB型。

## 出演

### テレビドラマ
- ウルトラマンマックス 第33話「ようこそ! 地球へ 前編 バルタン星の科学」・第34話「ようこそ! 地球へ 後編 さらば! バルタン星人」（2006年） - タイニーバルタン 役
- 仮面ライダーオーズ/OOO 第17話「剣道少女とおでんと分離ヤミー」・第18話「破壊と理由とウナギムチ」（2011年） - 島田ミホ 役[3]

### バラエティー番組
- BSブランチ（2008年 - 2009年）
- 美少女ヌードル
- ポカポカモカタウン

### 舞台
- 東京リトルメッツ（2003年 - 2004年）
- ライチ☆光クラブ（2012年） - 007好きの少女 役
- 君にしたまふことなかれ（2013年）
- ケイダッシュステージ「コントンクラブ〜image7〜」（2013年）

### オリジナルビデオ
- Hungry Heart ハングリーハート 1・2（2009年）
- One

### Webドラマ
- 6番目のプロフィール（2007年）
- キューピット倶楽部 3・4（2007年 - 2008年）

### アニメ
- 実写版・ハイジ（2006年） - クララ 役

### CD
- ときめき ラブソング（2002年）